# Mittelmeer-Rundfahrt 2007
Die 34. Mittelmeer-Rundfahrt fand vom 14. bis zum 18. Februar 2007 statt. Das Straßenradrennen wurde in sechs Etappen über eine Distanz von 656,2 Kilometern ausgetragen.

## Etappen
| Etappe    | Tag         | Start – Ziel                   | km         | Etappensieger     | Führender           |
| --------- | ----------- | ------------------------------ | ---------- | ----------------- | ------------------- |
| 1. Etappe | 14. Februar | Gruissan                       | 26,2 (MZF) | Caisse d’Epargne  | José Iván Gutiérrez |
| 2. Etappe | 14. Februar | Gruissan – Agde                | 107        | Daniele Bennati   | José Iván Gutiérrez |
| 3. Etappe | 15. Februar | Saint-Cannat – Marseille       | 158        | Michail Ignatjew  | José Iván Gutiérrez |
| 4. Etappe | 16. Februar | Gréasque – Toulon (Mont Faron) | 98         | Rinaldo Nocentini | José Iván Gutiérrez |
| 5. Etappe | 17. Februar | La Crau – La Garde             | 145        | Gabriele Balducci | José Iván Gutiérrez |
| 6. Etappe | 18. Februar | Dolceacqua – San Remo          | 122        | Mirco Lorenzetto  | José Iván Gutiérrez |